# Płoska (rejon tarnopolski)
Płoska (ukr. Плоске, Płoske) – wieś na Ukrainie w hromadzie Kozowa w rejonie tarnopolskim obwodu tarnopolskiego.
Miejscowośc wzmiankowana w 1559 jako Płoskirow. Pierwotnie był to chutor. 
W II RP polska kolonia Płoska leżała w gminie Budyłów, powiecie brzeżańskim województwa tarnopolskiego.
Po deportacji Polaków miejscowość zasiedlili Ukraińcy. W 1952 r, mieszkało tu 288 osób w 56 domach.
Według danych z 2001 r. we wsi mieszkało 28 osób, w 2014 – 21. W 2021 r. w Państwowym Rejestrze Wyborców zarejestrowano 7 uprawnionych. W rzeczywistości w miejscowości Płoske (nazwa zmieniona w czasach sowieckich) mieszkają tylko 4 osoby.